# Castelo de Edzell
O Castelo de Edzell localiza-se na povoação de mesmo nome, a Norte da cidade de Brechin, na Escócia.
A refinada beleza de Edzell foi uma afirmação do prestígio dos seus proprietários, os Lindsey. Em seu conjunto destaca-se o elegante jardim murado, criado em 1604, onde pontificam esculturas heráldicas e painéis entalhados, numa conformação arquitetônica envolvente única na Grã-Bretanha. O jardim inclui ainda um muro de flores e abrigos, além de uma aprazível morada de verão.

## Galeria

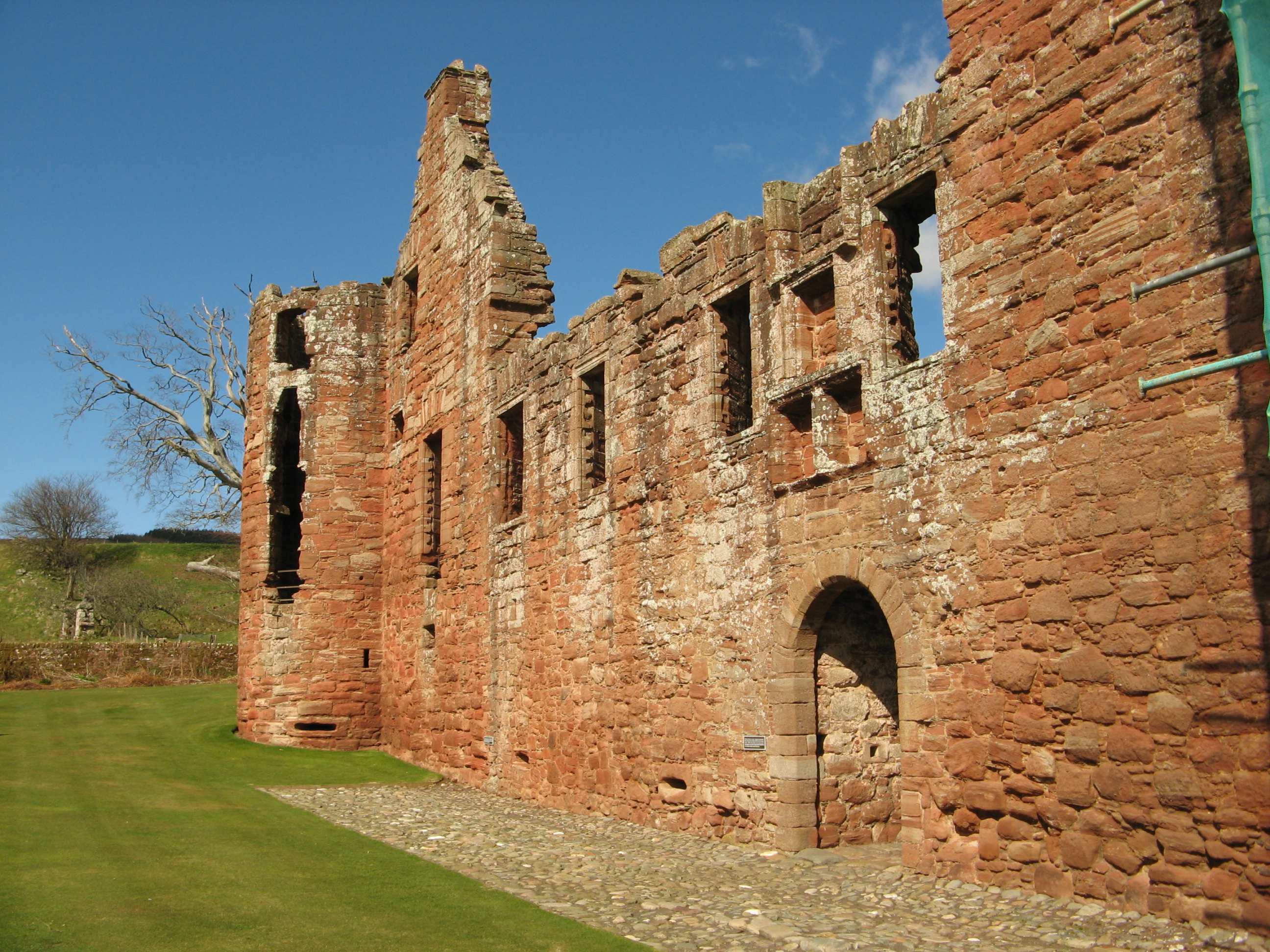
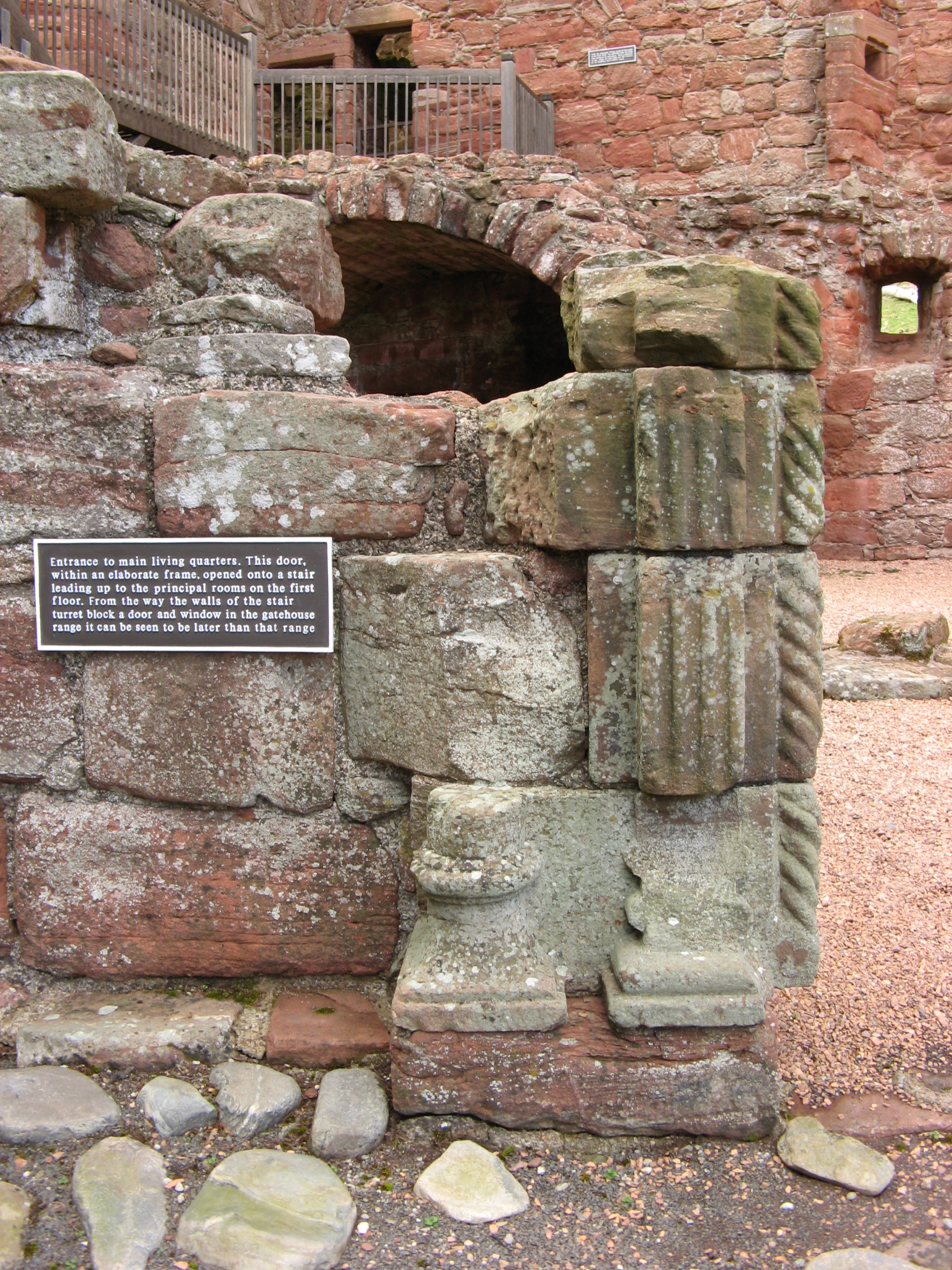
Ruínas da porta principal
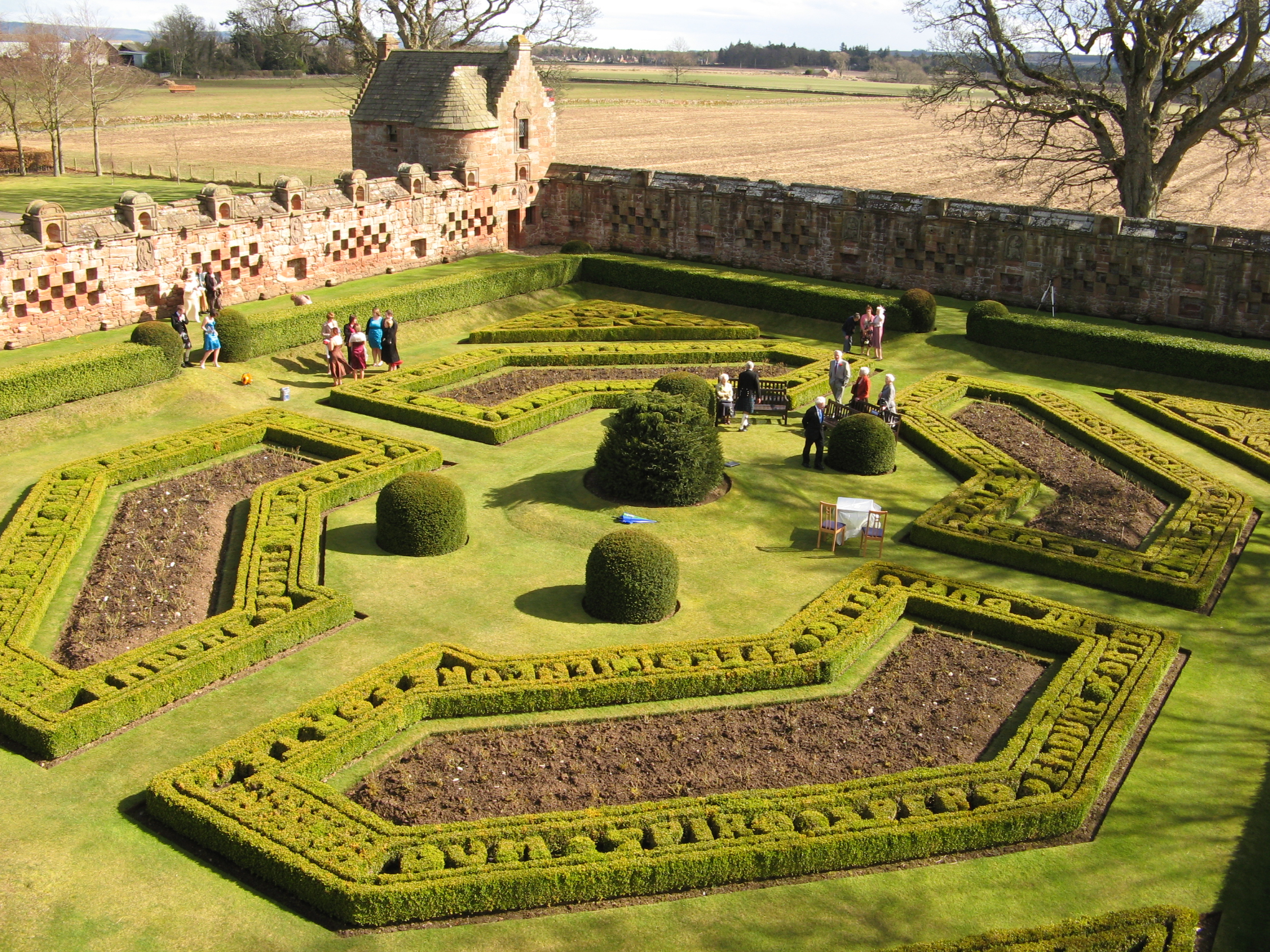
O jardim visto da torre